# Oliver Irsay
Oliver Irsay (in Ungarn Irsai Olivér) ist eine Weißweinsorte. Es handelt sich um eine Neuzüchtung aus dem Jahr 1930 durch den ungarischen Rebzüchter Pál Kocsis, die aus einer Kreuzung aus Pozsonyi Fehér (Weißer Pressburger) x Csaba Gyöngye (Perle von Csaba) hervorgegangen ist. Oliver Irsay ist vor allem in den ungarischen Weingegenden von Pannonhalma-Sokoróalja, Süd-Balaton (Süd-Plattensee), Mátraalja, Ászár-Neszmély verbreitet. Er wird auch in der Slowakei, Tschechien und in Österreich (hauptsächlich im Burgenland) angebaut. Der Wein ist fruchtbetont mit einem ausgeprägten, vegetativen Muskatton.
Siehe auch die Artikel Weinbau in Ungarn, Weinbau in der Slowakei, Weinbau in Tschechien und Weinbau in Österreich sowie die Liste von Rebsorten.

## Ampelographische Sortenmerkmale
In der Ampelographie wird der Habitus folgendermaßen beschrieben:
- Die Triebspitze ist offen. Sie ist leicht wollig behaart und von grünlich-weißer Farbe. Die hellgrünen Jungblätter sind spinnwebig überzogen.
- Die Blätter sind fünflappig und stark gebuchtet. Die Stielbucht ist U-förmig offen. Das Blatt ist stumpf gezahnt. Die Zähne sind im Vergleich der Rebsorten mittelgroß.
- Die konus- bis walzenförmige Traube ist dick aber kurz und lockertbeerig. Die rundlichen Beeren sind klein bis mittelgroß und von goldgelber Farbe. Die Beeren haben ein leichtes Muskataroma, das sie an den Wein weitergeben.

Oliver Irsay reift einige Tage vor dem Gutedel. Sie gilt somit als sehr früh reifend. Die wuchskräftige Sorte erbringt gleichmäßig hohe Erträge.

## Synonyme
Oliver Irsay ist auch unter 33 Synonymen bekannt: Aranylo, Aranylo Korai, Carola, Early Ripening Golden Grape, Irchai Oliver, Irjay liver, Irsai, Irsai Muskotaly, Irsai Oliver Muskotaly, Irsay, Irsay Oliver, Irsay Oliver Muskotaly, Irsayi Oliver, Irshai Oliver, Irshayee Oliver, Irshayi Oliver, K 11/140, Karola, Korai Aranylo, Muscat Oliver, Muskat Irsai Oliver, Muskat Oliver, Oliver Irsai, Oliver Irsay, Tezyetisen Qizili Uezuem, Zoeloetistii Rannii, Zolotis, Zolotisti Ranij, Zolotistii Rannii, Zolotistue Rannue, Zolotistyi Rannii, Zolotistyj Rannij, Zolotisztuej Rannij.